# András Hargitay
András Hargitay (ur. 7 marca 1956 w Budapeszcie) – węgierski pływak specjalizujący się w stylu zmiennym i motylkowym, brązowy medalista olimpijski, trzykrotny mistrz świata i Europy, rekordzista świata.

## Kariera
W 1972 roku na igrzyskach olimpijskich w Monachium zdobył brązowy medal w konkurencji 400 m stylem zmiennym, uzyskawszy czas 4:32,70. Na dystansie dwukrotnie krótszym był piąty, a na 200 m stylem motylkowym zajął szóste miejsce.
Rok później, podczas pierwszych mistrzostw świata w Belgradzie zwyciężył na dystansie 400 m stylem zmiennym.
Na mistrzostwach Europy w Wiedniu wywalczył trzy medale. Złoto zdobył na 200 m stylem motylkowym i 400 m stylem zmiennym, a w ostatniej z tych konkurencji pobił rekord świata (4:28,89). Na dystansie 200 m stylem zmiennym był trzeci.
W 1975 roku podczas mistrzostw w kolumbijskim Cali został mistrzem świata w konkurencjach 200 i 400 m stylem zmiennym, a rok później reprezentował Węgry na igrzyskach olimpijskich w Montrealu, gdzie uplasował się na czwartej pozycji na dystansie 400 m stylem zmiennym (4:27,13). Startował także na 200 m stylem motylkowym, ale odpadł w eliminacjach.
Swój trzeci tytuł mistrza Europy zdobył w 1977 roku w Jönköping w konkurencji 200 m stylem zmiennym. Kilkanaście dni później zwyciężył na dystansie 400 m stylem zmiennym podczas uniwersjady w Sofii.
W sierpniu 1978 roku na mistrzostwach świata w Berlinie Zachodnim wywalczył brąz na dystansie 400 m stylem zmiennym.
Podczas igrzysk w Moskwie w tej samej konkurencji z czasem 4:24,48 zajął czwarte miejsce, tracąc 0,24 s do trzeciego na mecie Zoltána Verrasztó.

### Rekordy świata
| Konkurencja           | Rezultat | Basen      | Data             | Miejsce | Status                              |
| --------------------- | -------- | ---------- | ---------------- | ------- | ----------------------------------- |
| 400 m stylem zmiennym | 4:28,89  | 50-metrowy | 20 sierpnia 1974 | Wiedeń  | do 2 kwietnia 1976 Zoltán Verrasztó |